# Roger (Sant Bartomeu del Grau)
El Roger és un edifici de Sant Bartomeu del Grau (Osona) inclòs a l'Inventari del Patrimoni Arquitectònic de Catalunya.

## Descripció
Es tracta d'un edifici format per dues construccions de planta rectangular unides per l'interior i fetes amb diferents etapes constructives, determinades a partir dels tipus de murs. Tot el conjunt queda cobert per un teulat a doble vessant. La meitat de la casa presenta el mur fet de pedres irregulars, mentre que l'altre meitat és feta de maó. Tot l'exterior dels murs estava arrebossat, però actualment es conserva en mal estat i parcialment cimentat. L'edifici té dos pisos golfes i diverses construccions annexes que es fan servir de corts.